# Chapitre prieural hospitalier
Le chapitre prieural ou chapitre provincial est la réunion des principaux dignitaires de l'ordre de Saint-Jean de Jérusalem au siège prieural, pour traiter des affaires du prieuré.
Les chapitres provinciaux regroupaient sous la présidence du prieur tous les dignitaires du prieuré, principalement tous les commandeurs. Ces chapitres, qui se réunissaient chaque année, avaient pour principale fonction de réunir les responsions de chaque commanderie et de les faire parvenir au couvent.

## Sources
- Nicole Bériou (dir. et rédacteur), Philippe Josserand (dir.) et al. (préf. Anthony Luttrel & Alain Demurger), Prier et combattre : Dictionnaire européen des ordres militaires au Moyen Âge, Fayard, 2009, 1029 p. (ISBN 978-2-2136-2720-5, présentation en ligne), p. 211